# Эстонская улица (Киев)
Эстонская улица (укр. Естонська вулиця) — улица в Шевченковском районе города Киева, местность Нивки. Пролегает от улицы Януша Корчака до улицы Академика Туполева.
Примыкают улицы Тешебаева, Черняховского, Даниила Щербаковского, Гончарова, Александровская, Нивская, Эстонский переулок и Овощной переулок.

## История
Улица возникла в конце 40-х — начале 50-х годов XX столетия под названием Волчьегорская, от местности и хутора Волчьи Горы. Современное название — с 1971 года.